# Stalag Luft S
Stalag Luft S – niemiecki obóz jeniecki okresu II wojny światowej.
Obóz powstał 1 lutego 1944 Suwałkach jako Luftwaffen-Sammellager Ost-Sudauen. Przebywało w nim początkowo 27 lotników radzieckich. Potem liczba ich spadła do 21. Dalszy los jeńców nie jest znany.